# Fedora Commons
Fedora (o Flexible Extensible Digital Object Repository Architecture) è un'architettura digitale di asset management (DAM) su cui possono essere costruiti repository istituzionali, archivi digitali e sistemi bibliotecari digitali. Fedora è l'architettura sottostante per un repository digitale e non è un'applicazione completa di gestione, indicizzazione, e distribuzione. È un'architettura modulare costruita sul principio che l'interoperabilità e l'estensibilità sono ottimali grazie all'integrazione di dati, interfacce e meccanismi (cioè programmi eseguibili) come moduli chiaramente definiti.

## Storia
Il software open source di Fedora Repository è un progetto supportato dall'organizzazione no-profit DuraSpace. Il software nasce come Flexible Extensible Digital Object Repository Architecture (cioè Fedora) originariamente progettata e sviluppata dai ricercatori dell'Università di Cornell. Fedora è un'architettura per la memorizzazione, la gestione e l'accesso ai contenuti digitali in forma di oggetti digitali ispirati al framework Kahn e Wilensky. Fedora ha iniziato come progetto di ricerca finanziato da DARPA e NSF presso il Digital Library Research Group di Cornell University nel 1997, dove la prima implementazione di riferimento è stata scritta in Java utilizzando un approccio di oggetti distribuiti in base a CORBA. L'Università di Virginia ha iniziato la sperimentazione con il software Cornell e successivamente si è unita a Cornell per definire il progetto Fedora Repository per rilasciare Fedora come software open source. Da allora, sono state apportate diverse modifiche all'architettura e alla fine del 2005 è stata rilasciata la versione 2.1. Fedora definisce una serie di astrazioni per esprimere oggetti digitali, affermando relazioni tra oggetti digitali e collegando "comportamenti" (ossia servizi) agli oggetti digitali.
Nel 2003 Red Hat, Inc. ha fatto causa per violazione del marchio per il nome "Fedora" associato al progetto del sistema operativo Linux. Cornell e UVA hanno contestato formalmente la richiesta e, come soluzione finale, tutte le parti hanno stabilito un accordo di coesistenza che ha affermato che il progetto Cornell-UVA può utilizzare il nome quando è chiaramente associato al software open source per i repository di oggetti digitali e che Red Hat può utilizzare il nome quando è chiaramente associato a sistemi operativi open source.